# Zoudenbalch (geslacht)

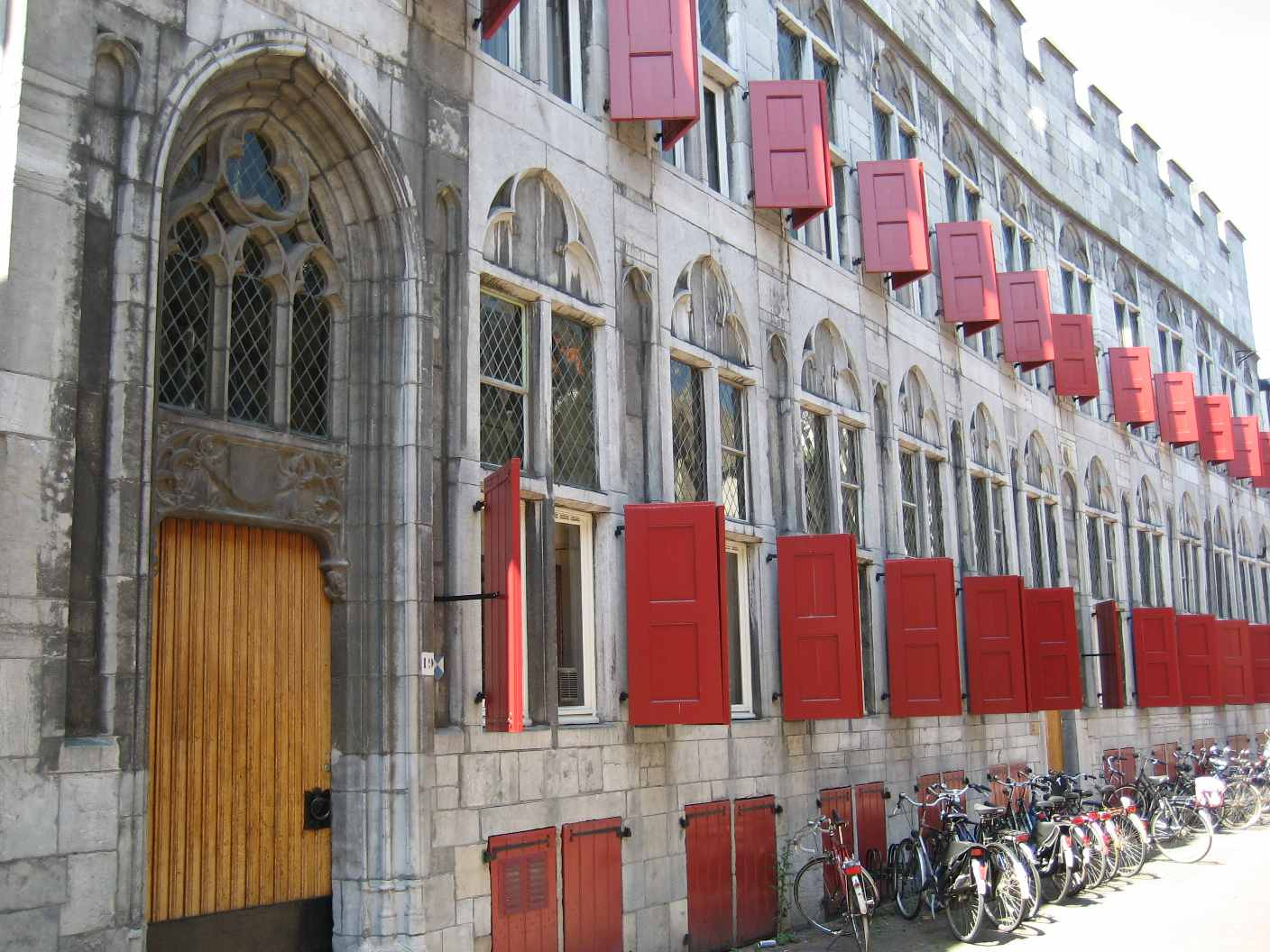
Huis Zoudenbalch in de Donkerstraat te Utrecht.

Het geslacht Zoudenbalch of Soudenbalch was vanuit de middeleeuwen een van de voornaamste families in de stad Utrecht. Tot het bezit van deze patriciërs behoorden in die stad onder meer het stadskasteel Oudaen en Huis Zoudenbalch. Binnen en buiten de stad hadden ze diverse belangrijke posities.
Een van de leden van dit geslacht was Evert I Zoudenbalch. Hij was een rijke domkanunnik en stichtte in 1491 in de stad Utrecht het St. Elisabethgasthuis (later voormalig Gereformeerd Burgerweeshuis aan de Oudegracht 245).
Op Sportcomplex Zoudenbalch aan de Koningsweg 320 te Utrecht trainen alle teams van FC Utrecht: van het eerste elftal tot en met de Onder 8.
Andere telgen uit dit geslacht zijn onder anderen:
- Evert I Zoudenbalch (1423/1424-1503)
- Evert II Zoudenbalch (1455-1530)
- Evert IV Zoudenbalch (1540-1567)
- Gerrit Zoudenbalch (1431-1483)
- Gerrit Zoudenbalch (1541-1599)
- Hadewich Zoudenbalch (1460-)
- Hubert Zoudenbalch (1392-1450)
- Johan Zoudenbalch (1503-1558)
- Josina Zoudenbalch (1543-1623)
- Walravina Zoudenbalch (1538-1616)